# Имения Дадановых
Имения Дадановых —  историко-архитектурные памятники, расположенные в городе Шеки и построенные Дадановыми.
Здание было включено в список недвижимых историко-культурных памятников местного значения решением Кабинета Министров Азербайджанской Республики № 338 от 3 ноября 2021 года.

## История
Имения Дадановых состоят из пяти зданий: четыре из них расположены на восточной стороне нынешнего проспекта М.Ф. Ахундова, одно — на западной. Предполагается, что здания были построены в начале XX века. Только на третьем здании указана точная дата постройки — 1909 год. Здания были возведены по инициативе семьи Дадановых. Хаджи Гасан Даданов занимался экспортом табака и махорки. После него его сыновья продолжили это дело. Один из них, Халил Даданов, после окончания среднего образования получил высшее образование в Санкт-Петербурге. Вернувшись в Шеки, он женился на Тюкезбан ханум, дочери Хаджи Мухаммедсадыха Алиева.
С 2001 года историческая часть города Шеки, где расположено здание, была выдвинута кандидатом в список Всемирного наследия ЮНЕСКО. 7 июля 2019 года «Исторический центр Шеки вместе с Ханским дворцом» был включён в список Всемирного наследия ЮНЕСКО. Решение было принято на 43-й сессии Комитета Всемирного наследия ЮНЕСКО, проходившей в Бакинском Конгресс-центре.
Пять зданий на данной территории были включены в список недвижимых памятников истории и культуры местного значения постановлением Кабинета Министров Азербайджанской Республики №338 от 3 ноября 2021 года. Из них три зарегистрированы под названием «Дома Дадановых», а два — как «Торговые конторы Дадановых».
В настоящее время в этих зданиях функционирует Шекинская городская гимназия-интернат интегрированного обучения.

### Архитектура
Архитектором зданий является мастер Рза Гафаров. При их строительстве использовались речной камень, красный кирпич, известь и лесная древесина.
В зданиях комплекса в общей сложности насчитывается 39 комнат. Общая площадь первого здания составляет 760 квадратных метров. Это трёхэтажное здание, ранее использовавшееся как фабрика по производству табака и махорки, включает в себя семь комнат. В настоящее время первый этаж используется как склад, а второй и третий этажи — как учебные классы. Общая площадь второго здания — 763 квадратных метра. Оно также трёхэтажное и включает 12 комнат. Третье здание имеет общую площадь 218 квадратных метров, состоит из трёх комнат и используется как общежитие. Общая площадь четвёртого здания — 392 квадратных метра. Это двухэтажное здание, в котором расположено семь комнат.

## Галерея

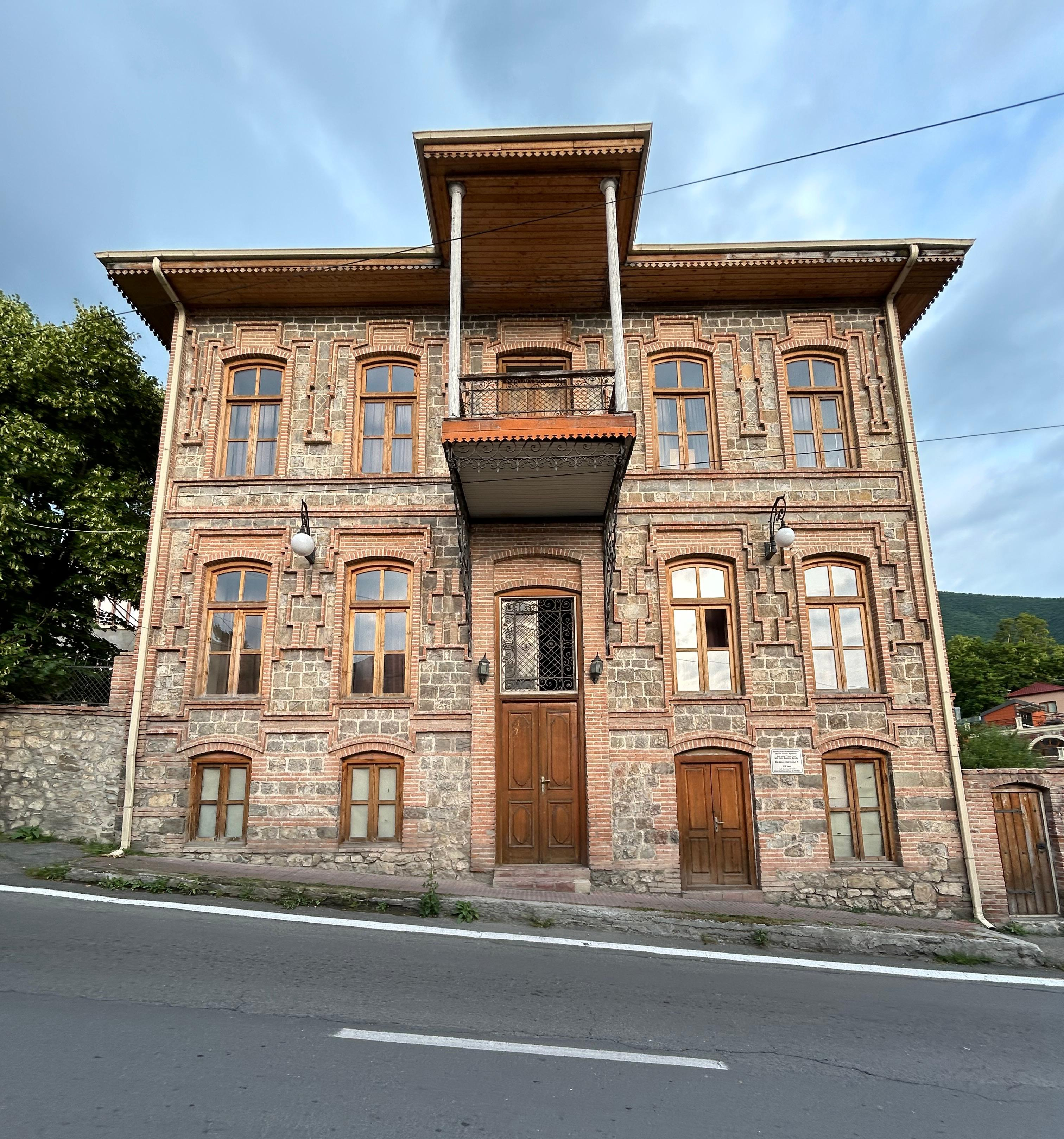
Дом Дадановых №1
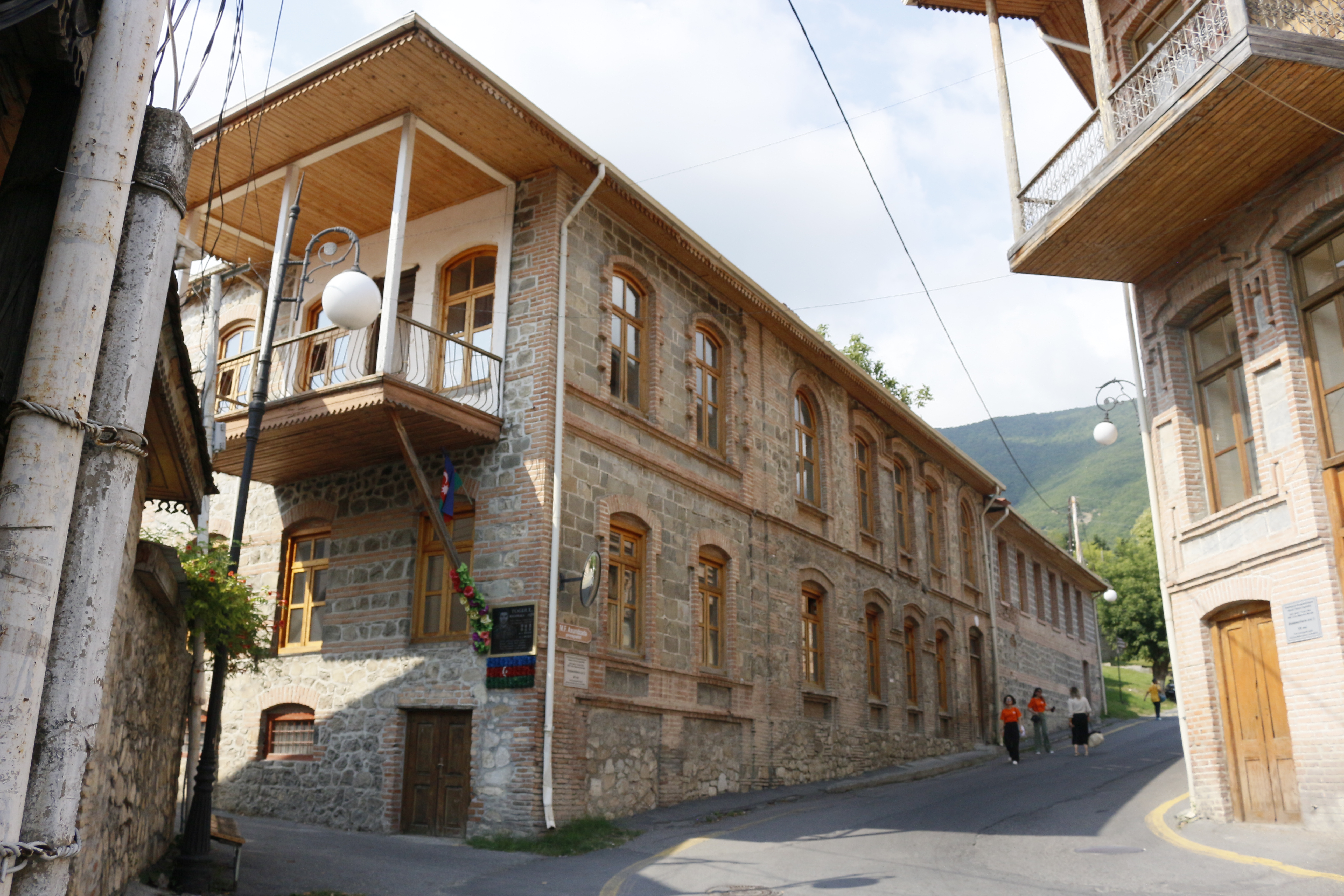
Дом Дадановых №2
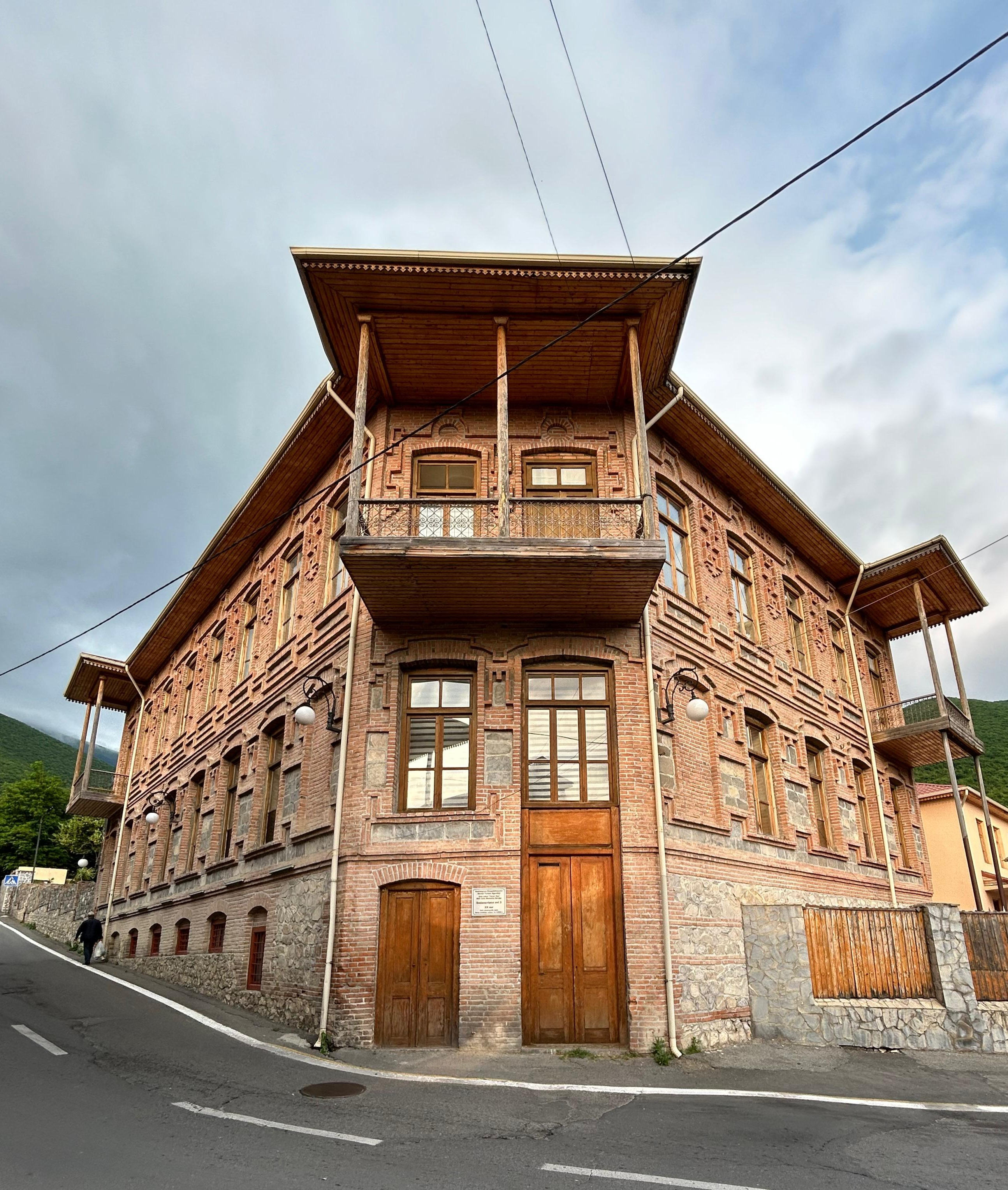
Дом Дадановых №3
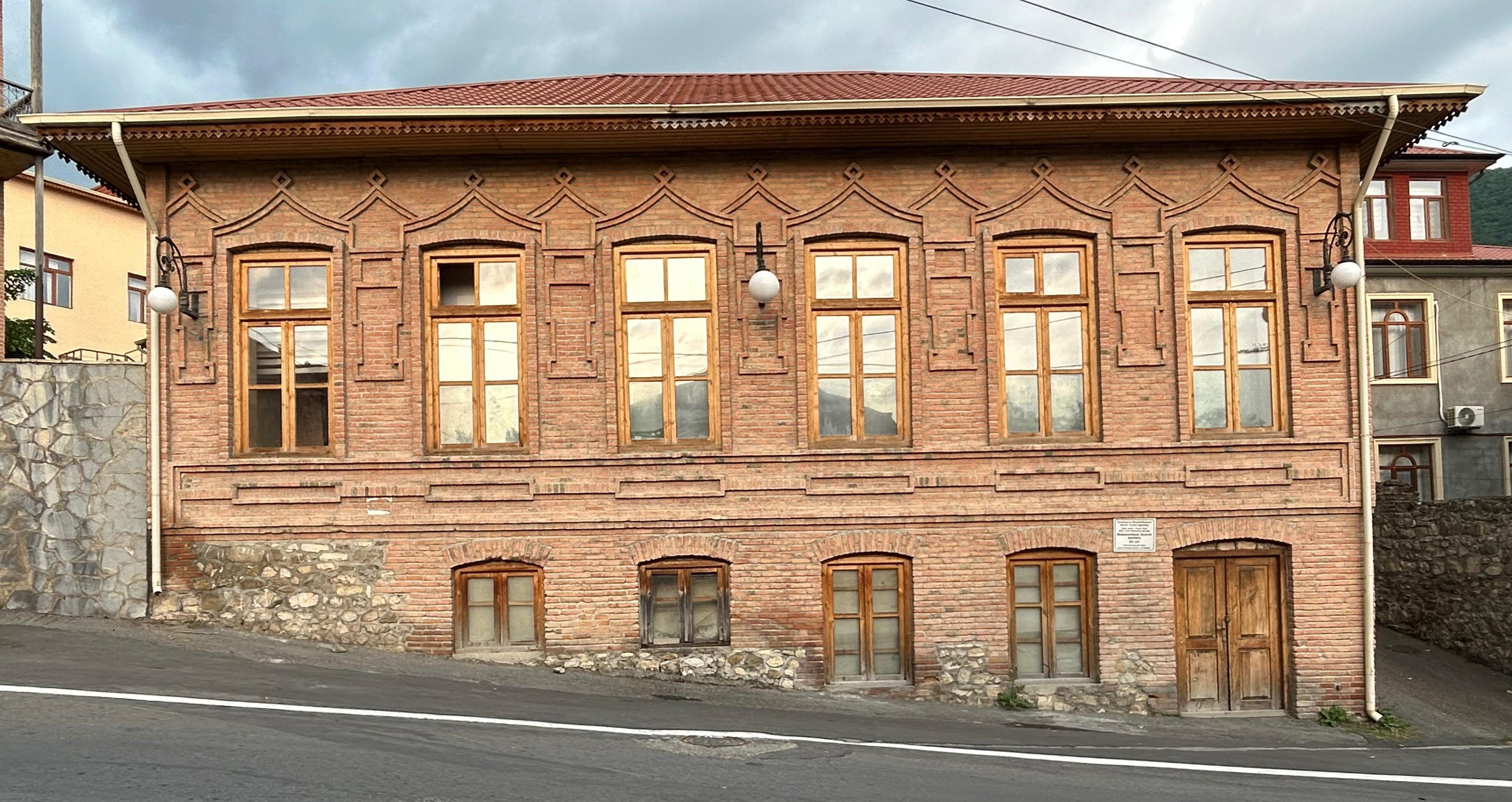
Торговая контора Дадановых №1